# 마쓰다이라 지카우지
마쓰다이라 지카우지(松平親氏, 생몰년 미상)는 무로마치 시대 초기인 14세기 후반 무렵의 미카와국 무장으로, 에도 시대에 작성된 계보에서 마쓰다이라씨·도쿠가와씨(徳川氏)의 시조라 여겨지는 인물이다.
고즈케국 닛타 군(新田郡) 세라다 장(世良田庄) 도쿠가와 향(군마현 오타시太田市 도쿠가와 정)에 세이와 천황으로부터 비롯된 닛타 씨의 일족인 도쿠가와 요시아키(得川義季)가 있었는데 그 후예 세라다 쿄스케 마사요시(世良田京亮政義)의 증손이 미카와 마쓰다이라 초대 당주가 된 지카우지였다고 하는 전승이 있다.
계보에 의하면 지카우지는 세이와 겐지(清和源氏) 닛타 씨의 지족이며, 난보쿠쵸 시대의 쟁란에서 남조 측으로서 몰락한 세라다 씨(에가와 씨得川氏)의 일족으로 세라다 아리치카(世良田有親)의 아들이라 여겨지고 있다. 문헌에 의하면 「세라다 지카우지」, 「도쿠가와 지카우지(得川親氏)」라 표기된 것도 있다.

## 생애
지카우지는 무로마치 시대 초두에 간토(혹은 시나노국 나미아이 촌浪合村)에서 가마쿠라 구보(鎌倉公方, 혹은 시바 씨斯波氏)의 군세에 패하여, 아시카가씨(足利氏)의 추격을 피하기 위해 아버지 아리치카와 함께 사가미국의 지슈(時宗, 일향념불종一向念仏宗) 총본산 쇼죠코지(清浄光寺)로 들어가 출가하여 도쿠아미(徳阿弥)라 칭했다고 여겨진다.
도쿠아미는 부하 이시카와 마고사부로(石川孫三郎)를 데리고 여러 구니를 유랑하던 중 미카와의 서부인 헤키카이 군 오하마(大浜)의 쇼묘지(称名寺)에 잠시 머무르고, 이후 사카이(坂井, 또는 酒井) 향(아이치현 가리야시)을 거쳐 미카와 국 가모군(加茂郡) 마쓰다이라 향에 흘러 들어가, 그곳의 영주인 가모 씨의 혈통을 이어받은 마쓰다이라 노부시게의 객인이 되었다. 마쓰다이라 노부시게는 도쿠아미의 와카에 정통한 교양과 무용을 높이 평가하여 데릴사위로 삼게 되고, 도쿠아미는 환속하여 마쓰다이라 사부로(三郎, 또는 지로사부로次郎三郎) 지카우지라 칭했다고 한다.
마쓰다이라 향의 영주가 된 지카우지는 적자(형제설도 있다)라 여겨지는 야스치카와 협력해 세력을 확대하여 센고쿠 다이묘(戦国大名) 마쓰다이라 씨의 기초를 세웠다.
당시의 미카와 국은 슈고직(守護職)으로 있던 잇시키 씨(一色氏), 또는 호소카와씨(細川氏)는 수도에 머물러 있어서 미카와의 통솔의 실권을 가지지 않고 있었고, 명문인 기라씨(吉良氏)는 내홍이 계속되어 국내는 혼란 상황이 되어 있었다. 이에 무용에 뛰어난 지카우지는 이웃 마을인 하야시조레(林添)의 야부타 겐고(薮田源吾)를 토벌하고, 다음으로 누카타군의 오토가와(乙川) 연안의 마을들인 나카야마 시치묘(中山七名, 아이치 현 오카자키시)를 정복하고 마쓰다이라 관 남쪽의 산 위에 고시키 성(郷敷城, 郷式城)을 쌓고 본거로 하여, 다시금 아스케가와(足助川) 연안 일대의 땅을 공략하였다고 한다.
지카우지는 무예에 능통하고 교양이 있으며 신앙과 자비심이 깊었다고 한다. 영내에 보리사가 된 고게쓰인(高月院)을 시작으로 많은 사사 및 불각을 건립하고 궁핍한 영민에게는 원조를 아끼지 않았다.
그러나 지카우지의 출신과 이력에 대해서는 후세의 도쿠가와 씨·마쓰다이라 씨의 주장에 의한 것에 지나지 않으며, 증거가 되는 사료가 충분치 않아서 전설의 영역을 벗어나지 못한다. 마쓰다이라 씨 창업의 2대인 지카우지와 야스치카는 동시대의 사료에서 그 이름을 볼 수가 없어서 실재를 의문시하는 설도 있다.

## 생몰년에 대한 문제
지카우지의 생몰년에은 여러 가지 설이 있어서 아직 정설의 단계까지에는 이르지 못한다. 마쓰다이라 정(도요타시) 지방의 전승에서는 1393년(메이토쿠 4년) 무렵에 죽었다고 여겨지고 있어서, 1993년(헤이세이 5년)에 지카우지의 사후 600년을 기념하여 도요타 시에 의해 「지카우지 공 600년 마쓰리」가 행해졌다.
한편 사료 상의 몰년에는,
- 1361년(고안 원년, 쇼헤이 3년) 설 - 〈호조지 유서(法蔵寺由緒)〉, 〈다이쥬지 기록(大樹寺記録)〉, 〈오쿠다이라 가 기록(奥平家記録)〉
- 1394년(오에이 원년) 음력 4월 20일 설 - 《미카와 해동기(三河海東記)》
- 1413년(오에이 20년) 설 - 〈신코묘지 연기(信光明寺縁起)〉
- 1421년(오에이 28년) 설 - 〈산요 마쓰다이라 어전기(参陽松平御伝記)〉
- 1428년(오에이 35년) 설 - 《동영감(東栄鑑)》
- 1437년(에이쿄 9년) 설 - 〈다키무라 반쇼지 계도(瀧村万松寺系図)〉, 〈양산묘창사위패(梁山妙昌寺位牌)〉
- 1456년(고쇼 2년) 설 - 《대삼하지(大三河誌)》
- 1467년(오닌 원년) 음력 4월 20일 설 - 《도쿠가와 제가계보(徳川諸家系譜)》

등으로 이설이 분분하다. 생년에는 1298년(에이닌 6년) 설(〈다이쥬지 기록〉)도 있다.

## 후예·묘소
후에 마쓰다이라 씨의 중신이 된 사카이 씨(酒井氏)의 계보에 의하면 사카이 씨의 시조 사카이 히로치카(酒井広親)는 지카우지가 마쓰다이라 씨를 잇기 이전에 미카와 국 헤키카이 군 사카이 촌의 영주의 사위가 되어 낳은 아이라고 한다. 이 설에 따르면 사카이 씨는 마쓰다이라 씨와 동족이 된다.
지카우지의 묘는 아이치 현 도요타 시 마쓰다이라 정의 고게쓰인에 있다.